# Nuevo Totlalli
Nuevo Totlalli är en ort i Mexiko.   Den ligger i kommunen Santiago Tuxtla och delstaten Veracruz, i den sydöstra delen av landet, 400 km öster om huvudstaden Mexico City. Nuevo Totlalli ligger 35 meter över havet och antalet invånare är 164.
Terrängen runt Nuevo Totlalli är platt. Runt Nuevo Totlalli är det ganska tätbefolkat, med 104 invånare per kvadratkilometer. Närmaste större samhälle är Tlapacoyan, 16,9 km norr om Nuevo Totlalli. Omgivningarna runt Nuevo Totlalli är en mosaik av jordbruksmark och naturlig växtlighet.